# Эрида
Эри́да (136199 Eris по каталогу Центра малых планет, первоначально 2003 UB313) — вторая по размеру после Плутона, самая массивная и наиболее далёкая от Солнца карликовая планета Солнечной системы. Ранее была известна под названием Зена (Ксена). Относится к транснептуновым объектам, плутоидам. До XXVI Ассамблеи Международного астрономического союза Эрида претендовала на статус десятой планеты. Однако 24 августа 2006 года Международный астрономический союз утвердил определение классической планеты, которому Эрида, как и Плутон, не соответствует. Статус Плутона как планеты уже давно оспаривался из-за открытия других транснептуновых объектов, но открытие Эриды подтолкнуло процесс его пересмотра вместо признания Эриды планетой. Эрида долгое время считалась значительно крупнее Плутона, по данным на 2010 год их размеры считались настолько близкими, что нельзя было с уверенностью утверждать, какой из этих объектов крупнее. Однако по данным, полученным с АМС «Новые горизонты» в июле 2015 года, Плутон чуть больше Эриды и является самым крупным из известных сегодня транснептуновых объектов.

## История открытия

### Открытие

Стрелкой указано движение Эриды на трёх изображениях, использованных при открытии объекта. Снимки сделаны в течение 3 часов

Эрида открыта группой американских астрономов в составе: Майкл Браун (Калифорнийский технологический институт), Дэвид Рабиновиц (Йельский университет), Чедвик Трухильо (обсерватория Джемини). К моменту открытия Эриды они уже несколько лет вели систематические поиски транснептуновых объектов и успели прославиться открытиями таких крупных объектов, как (50000) Квавар и (90377) Седна. Группа использовала 122-сантиметровый телескоп имени Самуэля Ошина со 112 ПЗС-матрицами, который расположен в Паломарской обсерватории, а также специальную программу для поиска движущихся объектов на снимках.
Эрида была впервые замечена 5 января 2005 года в 19:20 UTC во время повторного анализа снимка, сделанного 21 октября 2003 года в 6:25 UTC с помощью телескопа Самуэля Ошина. Также Эрида была найдена на нескольких более ранних снимках. Через несколько дней после открытия группе Брауна в сотрудничестве с Сюзанной Туреллотт вновь удалось обнаружить объект при помощи 1,3-метрового телескопа SMARTS в обсерватории Серро-Тололо. Потребовалось ещё несколько месяцев исследований, чтобы определить параметры орбиты и приблизительный размер объекта. Заявление об открытии было опубликовано 29 июля 2005 года.

### Название
При регистрации открытия объекту было присвоено временное обозначение 2003 UB313.
Впоследствии возникла неопределённость в классификации объекта: малая или полноценная планета. Ввиду различия процедуры наименования этих двух классов объектов предложение названия отложили до собрания МАС 24 августа 2006. В этот период в СМИ и у астрономической общественности утвердилось имя Зена (англ. Xena), которое упоминается практически так же часто, как самый «популярный» транснептуновый объект Седна. Хотя это название, данное в честь главной героини сериала «Зена — королева воинов», было неофициальным, зарезервированным группой первооткрывателей для первого объекта, который окажется крупнее Плутона. По словам Майка Брауна:

Мы выбрали его, поскольку оно начинается с буквы «икс» (Планета X), звучит как мифологическое (ладно, это телевизионная мифология, но Плутон назван по имени мультипликационного персонажа, не так ли?), и (тут я серьёзно) мы работали, чтобы там появилось больше женских божеств (например, Седна). К тому же этот сериал был всё ещё в эфире, что доказывает, как долго мы её искали!
Оригинальный текст (англ.)We chose it since it started with an X (planet «X»), it sounds mythological (OK, so it’s TV mythology, but Pluto is named after a cartoon, right?), and (this part is actually true) we've been working to get more female deities out there (i.e. Sedna). Also, at the time, the TV show was still on TV, which shows you how long we've been searching!

Согласно публикации Г. Шиллинга, Майкл Браун сначала хотел дать этой планете имя Лайла (англ. Lila) в честь концепции в индуизме, которое было также созвучно имени новорождённой дочери Брауна Лайлы (англ. Lilah). В русскоязычных СМИ был распространён слух, что объекту предложено дать имя Имир — в честь великана из скандинавской мифологии.
Сам Майкл Браун публично высказался, что наиболее подходящим названием для 2003 UB313 могло быть имя Прозерпины — жены Плутона в римской мифологии, либо её греческого аналога Персефоны. Эти названия даже получили большинство голосов в конкурсе по выбору названия для десятой планеты, проведённом журналом New Scientist (при этом Зена заняла только четвёртое место). Однако эти названия не могли быть приняты, так как уже были даны астероидам (26) Прозерпина и (399) Персефона, а по правилам МАС названия малых планет не должны быть слишком похожи, чтобы не возникало конфликта имён.
Но, поскольку 2003 UB313 долгое время считался десятой планетой, Майкл Браун всё же был намерен дать ему название из греко-римской мифологии, в рамках которой названы другие планеты. Имя Эриды (др.-греч. Ἔρις) — греческой богини раздора, которую Браун назвал своей любимой богиней, не было занято. Именно это название и было отправлено в комиссию МАС 6 сентября 2006 года, которая утвердила его 13 сентября 2006 года. Перед этим 7 сентября она, как и Плутон, была включена в каталог малых планет под номером 136199.
Русское название этого объекта совпадает с названием астероида (718) Эрида, который, однако, назван не в честь той же богини, а в честь дочери американского астронома Армина Лейшнера.

### Символ
Эрида, в отличие от классических планет и старых карликовых планет Цереры и Плутона, не имеет официального символа. На сайте ГАИШ МГУ используется символ яблока раздора . В среде астрологов используются следующие символы:
- один из символов дискордианства  (U+2BF0), известный как «рука Эриды»,
- «всевидящее око» , предложенный Зейном Стейном[28],
- (U+2BF1), предложенный Генри Сельцером,
- (U+2641), популярный у польских астрологов[29][30], которые ассоциируют Эриду с Прозерпиной/Корой[31].

## Орбита

Схема орбиты Эриды

Несмотря на то, что орбита Эриды отслежена по архивным снимкам вплоть до 1954 года, её крайне медленное движение не позволяет установить орбитальные характеристики с высокой точностью. Среднее расстояние Эриды от Солнца — 68,05 а.е. (10,18 млрд км), но орбита сильно вытянутая — её эксцентриситет равен 0,435. Таким образом, максимальное расстояние от Эриды до Солнца составляет 97,63 а. е. (14,61 млрд км), минимальное — 38,46 а. е. (5,75 млрд км), то есть в перигелии она оказывается ближе к Солнцу, чем Плутон в афелии, только, в отличие от него, Эрида не попадает внутрь орбиты Нептуна. Она прошла афелий в марте-апреле 1977 года и сейчас приближается к Солнцу. По состоянию на 2022 год Эрида находится в 95,83 а. е. (14,3 млрд км) от Солнца, то есть солнечный свет идёт до неё более 13 часов. Это ставит её на третье место в списке самых удалённых тел Солнечной системы, известных науке, после недавно открытых 2020 FA31 (97,4 а. е.) и 2020 FY30 (98,9 а. е.).
Помимо большого эксцентриситета, её орбита сильно наклонена (под углом 43,82°) к плоскости эклиптики. По эксцентриситету и наклонению орбита Эриды значительно превосходит Плутон и прочие классические объекты пояса Койпера. Небесные тела с такими характеристиками принято относить к объектам рассеянного диска или даже к обособленным транснептуновым объектам.
Абсолютная звёздная величина Эриды составляет −1,19m. Её видимый блеск в 2011—2012 годах равен 18,7m (для сравнения, блеск Плутона равен около 14m) — непосредственно наблюдать планету в любительский телескоп невозможно, хотя при определённых условиях её можно заснять через хороший любительский телескоп с апертурой 250—300 мм.
Период обращения Эриды вокруг Солнца составляет 561 год, то есть она достигнет ближайшей к Солнцу точки орбиты в 2258 году.
По расчётам, длительность полёта автоматической межпланетной станции для исследования Эриды с пролётной траектории, наподобие «Новых горизонтов», составила бы около 25 лет с использованием гравитационного манёвра у Юпитера. Так, при запуске 3 апреля 2032 или 7 апреля 2044, полёт займёт 24,66 года.

## Физические характеристики
Точно определить размеры столь удалённого небесного тела очень трудно. Яркость объекта пропорциональна площади поверхности, умноженной на альбедо (долю солнечных лучей, отражаемых объектом). Таким образом, чтобы рассчитать диаметр, надо знать абсолютную звёздную величину (которую легко определить) и альбедо (которое неизвестно). Правда, Эрида настолько яркая, что даже если её альбедо равно 1, её диаметр должен быть не менее 2300 км.
В феврале 2006 года в журнале Nature опубликованы результаты измерения тепловыделения планетоида, исходя из которых, его диаметр был определён как 3000 ± 300 км.
В апреле 2006 года были опубликованы результаты измерений диаметра и альбедо объекта, выполненные с помощью космического телескопа «Хаббл». Согласно этим измерениям, диаметр Эриды оказался равен 2400±100 км (лишь на 6 % больше диаметра Плутона), а альбедо — 0,86 ± 0,07. Таким образом, поверхность Эриды имеет более высокое альбедо, чем поверхность любого другого объекта Солнечной системы, за исключением Энцелада.
Измерения размеров Эриды, проведённые в 2007 году при помощи инфракрасного космического телескопа «Спитцер», позволили оценить её диаметр в 2600+400
−200 км.

Покрытие звезды Эридой

Самые точные измерения произведены в ночь на 6 ноября 2010 года, когда сразу три группы астрономов в Чили наблюдали покрытие Эридой очень слабой звёзды USNO-A2 0825-00375767 (видимая звёздная величина 17,1m) в созвездии Кита. Это позволило установить диаметр плутоида с точностью до 12 км. Диаметр Эриды, согласно данным этих измерений, не превышает 2326 ± 12 км, а альбедо — 0,96+0,09
−0,04.
Ошибка в оценке диаметра по данным теплового излучения предположительно связана со значительным наклонением оси вращения Эриды к плоскости орбиты, вследствие чего одно полушарие сейчас нагрето больше, чем другое.
Таким образом, полученные данные позволяли утверждать, что Эрида чуть меньше Плутона по размеру, диаметр которого, после пролёта в июле 2015 года АМС «Новые горизонты», составляет 2376,6 км.
Масса Эриды определена благодаря наличию спутника, она примерно на четверть больше массы Плутона и равна (1,67 ± 0,02)⋅1022 кг. Соответственно, средняя плотность Эриды равна 2,52 ± 0,05 г/см³, что довольно близко к плотности как Плутона, так и различных астероидов пояса Койпера. Наблюдения за системой Эрида/Дисномия на космическом телескопе «Хаббл» в январе и феврале 2018 года позволили определить орбитальный период 15,785899 ± 0,000050 дня и ненулевой эксцентриситет 0,0062. Новая плотность системы была рассчитана как 2,43 ± 0,05 г/см³, масса системы — как 1,6466⋅1022 кг.
Период вращения вокруг собственной оси удалённых небесных тел определяется путём анализа кривой блеска. Но определение периода вращения Эриды затруднено ввиду её правильной формы и однородности поверхности. Первая оценка, сделанная в 2005 году, давала нижний предел в 8 часов. По данным фотометрического исследования, проведённого в 2006 году, Эрида совершает полный оборот вокруг своей оси не менее чем за 5 земных суток. Измерения, проведённые в 2008 году при помощи орбитального телескопа «Swift», дали наиболее точное значение 25,9 часа.
Наклон оси вращения Эриды неизвестен, но если предположить, что плоскость орбиты Дисномии совпадает с экваториальной плоскостью самой планеты, то можно найти, что ось вращения Эриды наклонена к эклиптике под углом 78°.

## Химический состав

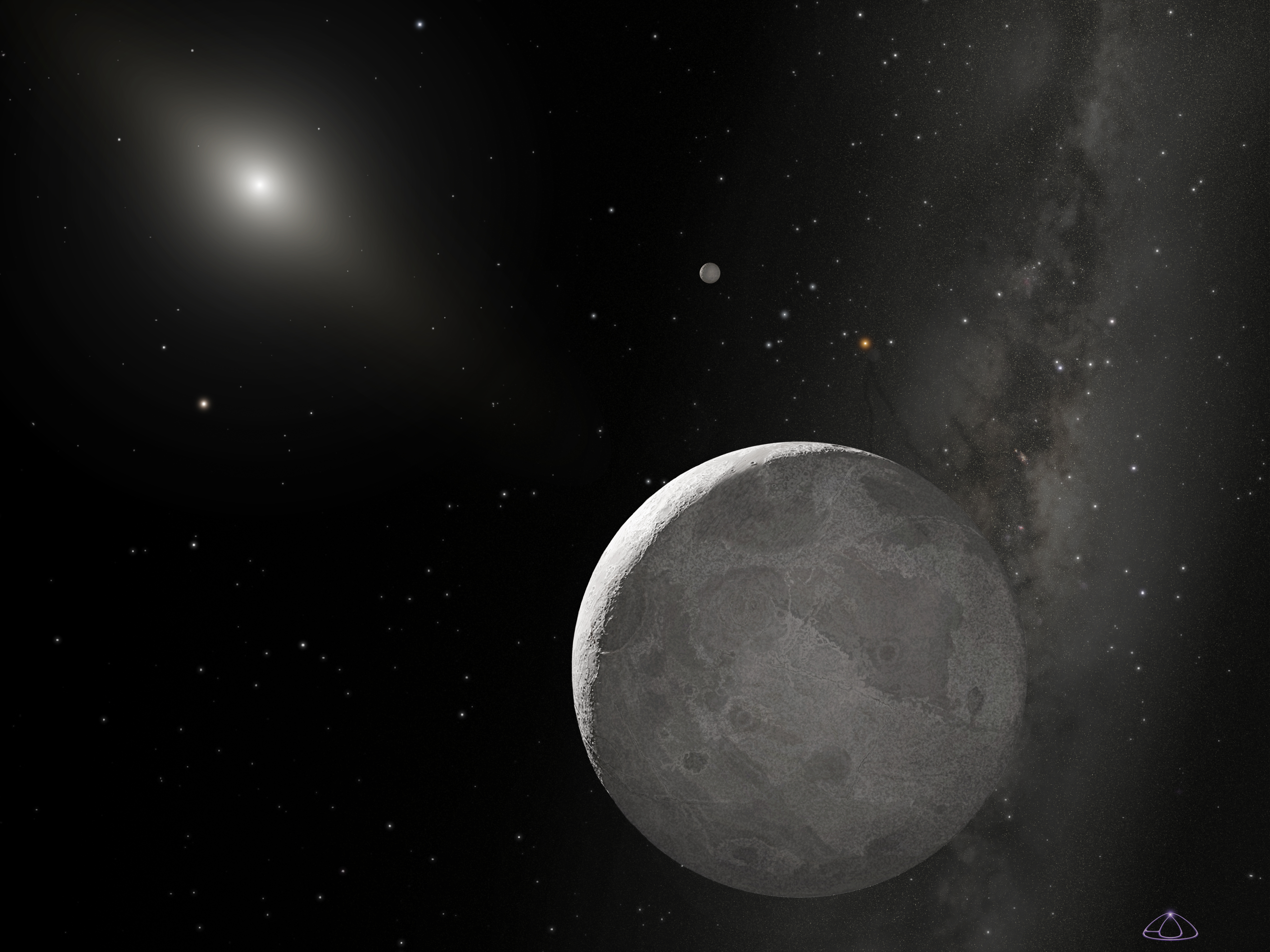
Эрида. Художественное изображение НАСА

Измерения теплового потока от Эриды позволяют на основе закона Стефана — Больцмана рассчитать, что сейчас средняя температура её поверхности составляет около 20 К (−253 °C), а в ближайшей к Солнцу точке орбиты температура может достичь 43 К (−230 °C).

Сравнение инфракрасных спектров Эриды и Плутона (стрелками отмечены линии поглощения метана)

Спектроскопические наблюдения, выполненные 25 января 2005 года в обсерватории Джемини, показали наличие на поверхности Эриды метанового снега, чем она похожа на Плутон и спутник Нептуна Тритон. Этим объясняется высокое альбедо объекта. Также в её снегу присутствует примесь азотного льда, доля которого растёт с глубиной. Эрида отличается от Плутона и Тритона цветом. Плутон и Тритон красноватые, а она — сероватая. Это связано с присутствием на Эриде также этанового и этиленового льда. В октябре 2011 года были опубликованы результаты исследований, согласно которым тонкий слой замёрзших газов, покрывающий поверхность Эриды, способен возгоняться при повышении температуры (в перигелии) и образовывать временную атмосферу карликовой планеты. Как предполагается, атмосфера у Эриды появится через 250 лет, в середине XXIII века.
Большой эксцентриситет орбиты у Эриды приводит к регулярным изменениям на её поверхности и даже к бегущим через всю карликовую планету газовым течениям. С некоторой осторожностью можно говорить о наличии погоды на столь удалённом объекте.
В 2024 году было опубликовано исследование, согласно которому на основе анализа данных изотопного состава метана на поверхности Эриды был сделан вывод, что он имеет признаки гидротермального происхождения, а значит, в недрах этой планеты сохраняется активность.
Так, измерения отношения дейтерия к обычному водороду (D/H) на поверхности Эриды показали, что у метана, из которого образовался снег на поверхности данного небесного тела, есть признаки горячего глубинного происхождения. Значения D/H, которые зафиксировал спектрометр NIRSpec космического телескопа JWST, значительно ниже тех, которые характерны для первичного холодного метана протопланетного облака. Они указывают на то, что этот газ образовался при высоких температурах (более 150 градусов Цельсия). Аналогичные изотопные свидетельства ученые получили и для молекулярного азота. Исследователями был сделан вывод: метан и азот образовались в результате глубинных гидротермальных процессов с участием жидкой воды. Если предположить, что ядро Эриды все еще горячее, то под её ледяной поверхностью до сих пор может находиться скрытый океан.

## Спутник
10 сентября 2005 года при помощи телескопа с адаптивной оптикой в обсерватории Кека у 2003 UB313 был открыт спутник, получивший обозначение S/2005 (2003 UB313) 1. Первооткрыватели дали спутнику прозвище Габриэль (англ. Gabrielle) — в честь спутницы Зены. Спутник получил официальное имя Дисномия (обозначение (136199) Eris I Dysnomia) 13 сентября 2006 года, одновременно с присвоением названия Эриде. Это название дано в честь дочери Эриды Дисномии — богини беззакония в греческой мифологии; к тому же Браун отмечал, что это название отсылает к фамилии исполнительницы роли Зены Люси Лоулесс (Lawless, с англ. — «беззаконная»).
Дисномия обращается на расстоянии 37 тыс. км от Эриды, совершая полный оборот примерно за 16 земных суток. Наклонение орбиты Дисномии относительно плоскости гелиоцентрической орбиты Эриды было рассчитано равным 78,29±0,65°.

### Комментарии
1. ↑  Это не так, персонаж получил имя на следующий год после открытия планеты[19]

### Сноски
1. ↑  Conversion of absolute magnitude to diameter for minor planets. Дата обращения: 22 января 2012. Архивировано из оригинала 23 июля 2011 года.
2. ↑  Minor Planet Names: Alphabetical List (англ.). // IAU Minor Planet Center. Дата обращения: 25 января 2012. Архивировано из оригинала 22 января 2012 года.
3. ↑  How Big Is Pluto? New Horizons Settles Decades-Long Debate. Дата обращения: 2 декабря 2019. Архивировано 9 ноября 2019 года.
4. ↑  Dwarf Planet Outweighs Pluto. // space.com (2007). Дата обращения: 22 января 2012. Архивировано из оригинала 5 марта 2012 года.
5. ↑  Эрида: массивнее Плутона. Астронет (19 июня 2007). Дата обращения: 25 января 2012. Архивировано из оригинала 15 марта 2012 года.
6. ↑  News Release — IAU0804: Plutoid chosen as name for Solar System objects like Pluto. // IAU (11 июня 2008). Дата обращения: 22 января 2012. Архивировано из оригинала 2 июля 2011 года.
7. ↑  Tyson N.. Astronomer Responds to Pluto-Not-a-Planet Claim. // Space.com (1 февраля 2001). Дата обращения: 23 января 2012. Архивировано из оригинала 28 июня 2011 года.
8. ↑  Уральская В. С. Физические свойства карликовых планет : доклад. — 2007. Архивировано 4 марта 2016 года.
9. ↑  Астрономы обнаружили десятую планету Солнечной системы. // Lenta.ru (30 июля 2005). Дата обращения: 22 января 2012. Архивировано из оригинала 9 октября 2011 года.
10. ↑  Новая надежда. // Lenta.ru (10 ноября 2010). Дата обращения: 22 января 2012. Архивировано из оригинала 30 мая 2012 года.
11. 1 2  Beatty K. Former 'tenth planet' may be smaller than Pluto. // New Scientist. Sky and Telescope (8 ноября 2010). Дата обращения: 25 января 2012. Архивировано из оригинала 23 февраля 2012 года.
12. ↑  Астрономы поменяли свои представления о размерах Плутона. Дата обращения: 2 декабря 2019. Архивировано 4 марта 2016 года.
13. ↑  List Of Centaurs and Scattered-Disk Objects. // IAU. Дата обращения: 27 января 2012. Архивировано из оригинала 26 января 2012 года.
14. 1 2  Brown M. The discovery of 2003 UB313 Eris, the 10th planet largest known dwarf planet (2006). Дата обращения: 4 апреля 2020. Архивировано 19 июля 2011 года.
15. 1 2  MPEC 2005-O41. // International Astronomical Union (29 июля 2005). Дата обращения: 14 января 2012. Архивировано из оригинала 29 сентября 2012 года.
16. 1 2  Александр Волков. Ледяной призрак Эриды. Знание-Сила (24 июня 2018). Дата обращения: 14 июня 2022. Архивировано 31 июля 2021 года.
17. 1 2  Naming Astronomical Objects (англ.). // IAU. Дата обращения: 10 января 2012. Архивировано из оригинала 15 января 2012 года.
18. ↑  Xena and Gabrielle (PDF). // Status (январь 2006). Дата обращения: 13 января 2012. Архивировано из оригинала 14 марта 2012 года.
19. ↑  Brasch, Walter M. Cartoon Monikers: An Insight into the Animation Industry. — Bowling Green, OH : Bowling Green University Popular Press, 1983. — P. 69. — ISBN 0-87972-244-4.
20. ↑  Schilling G. Lila // The hunt for planet X: new worlds and the fate of Pluto. — Springer, 2009. — P. 201. — 303 p. — ISBN 978-0-387-77804-4.
21. ↑  2003 UB313. // Грани.ру (13 апреля 2006). Дата обращения: 3 марта 2012. Архивировано из оригинала 18 июля 2014 года.
22. ↑  O'Neill S. Your top 10 names for the tenth planet. // New Scientist (2005). Дата обращения: 13 января 2012. Архивировано из оригинала 24 января 2012 года.
23. ↑  Brown M. Pluto and the Outer Solar System. // WGBH and Museum of Science, Boston (11 апреля 2007). Дата обращения: 13 января 2012. Архивировано из оригинала 20 февраля 2012 года.
24. 1 2  IAU Circular No. 8747 (13 сентября 2006). Дата обращения: 13 января 2012. Архивировано из оригинала 24 июня 2008 года.
25. ↑  MPC 57592 (англ.). // IAU Minor Planet Center (7 сентября 2006). Дата обращения: 14 января 2012. Архивировано из оригинала 29 августа 2012 года.
26. ↑  Lutz D. Schmadel. Dictionary of Minor Planet Names (англ.). — Fifth Revised and Enlarged Edition. — Berlin, Heidelberg, New York: Springer, 2003. — P. 69. — ISBN 3-540-00238-3.
27. ↑  Уральская В. С. Карликовые планеты. // ГАИШ МГУ. Дата обращения: 25 января 2012. Архивировано из оригинала 4 марта 2016 года.
28. ↑  Dejan Djurkovic. Inner Gates: Are You Ready For It? Awaken Alternate Realities Through.... — 2013. — 144 p. — ISBN 9781257263264. Архивировано 21 мая 2022 года.
29. ↑  Stein Z. Dwarf planets. Дата обращения: 13 января 2012. Архивировано из оригинала 8 января 2012 года.
30. ↑  Ken Ludden. Mystic Apprentice (англ.). Meditative Skills with Symbols and Glyphs Supplemental. — lulu.com, 2010. — P. 48. — 242 p. — ISBN 978-0-557-72850-3. Архивировано 21 мая 2022 года.
31. ↑  Climate change and Proserpina/Kora. Дата обращения: 26 апреля 2023. Архивировано 26 апреля 2023 года.
32. 1 2 3 4 5  JPL Small-Body Database Browser: 136199 Eris (2003 UB313). Дата обращения: 23 ноября 2014. Архивировано 3 апреля 2017 года.
33. ↑  Yeomans D. K. Horizons Online Ephemeris System. // California Institute of Technology, Jet Propulsion Laboratory. Дата обращения: 14 января 2012. Архивировано из оригинала 6 июня 2012 года.
34. 1 2  AstDys (136199) Eris Ephemerides. // Department of Mathematics, University of Pisa, Italy. Дата обращения: 14 января 2012. Архивировано из оригинала 4 июня 2011 года.
35. ↑  AstDyS-2, Asteroids - Dynamic Site. Asteroids Dynamic Site. Department of Mathematics, University of Pisa. — «Объекты с расстоянием до Солнца более 88 а.е.» Дата обращения: 6 июня 2022.
36. ↑  MPEC 2009-P26: Distant Minor Planets. // IAU Minor Planet Center (7 августа 2009). Дата обращения: 31 января 2012. Архивировано из оригинала 6 марта 2012 года.
37. ↑  Gladman B., Marsden B. G., VanLaerhoven C. Nomenclature in the outer Solar System (англ.) (2008). Дата обращения: 14 января 2012. Архивировано из оригинала 2 ноября 2012 года.
38. ↑  FAQ по телескопам. Дата обращения: 13 января 2012. Архивировано 13 октября 2011 года.
39. ↑  R. McGranaghan, B. Sagan, G. Dove, A. Tullos, J. E. Lyne, J. P. Emery. A Survey of Mission Opportunities to Trans-Neptunian Objects // Journal of the British Interplanetary Society. — 2011. — Т. 64. — С. 296—303. — Bibcode: 2011JBIS...64..296M.
40. ↑  Conversion of Absolute Magnitude to Diameter for Minor Planets. Дата обращения: 22 января 2012. Архивировано из оригинала 23 июля 2011 года.
41. ↑  New «planet» is larger than Pluto: Bonn astronomers measure size of newly discovered solar system object (англ.). // MPIfR (13 апреля 2006). Дата обращения: 1 февраля 2012. Архивировано 4 февраля 2012 года.
42. 1 2  Brown M. E., Schaller E. L., Roe H. G., Rabinowitz D. L., Trujillo C. A. Direct measurement of the size of 2003 UB313 from the Hubble Space Telescope (англ.) // The Astronomical Journal Letters. — 2006. — Vol. 643, no. 1. — P. L61. — doi:10.1086/504843.
43. ↑  Stansberry J., Grundy W., Brown M. E., Spencer J., Trilling D., Cruikshank D., Margot J.-L. Physical Properties of Kuiper Belt and Centaur Objects: Constraints from Spitzer Space Telescope // The Solar System beyond Neptune / M. A. Barucci et al., Eds.. — University of Arizona Press, 2007. — P. 161—179. — ISBN 9780816527557.
44. ↑  Occultation of Minor Planet 136199 Eris Gives Significant Data (англ.). // Astronomical Events Calendar (27 октября 2011). Дата обращения: 25 января 2012. Архивировано из оригинала 5 марта 2016 года.
45. ↑  Попов Л. Редкое затмение поссорило Плутон с плутоидом. // Мембрана (11 ноября 2010). Дата обращения: 22 января 2012. Архивировано из оригинала 4 января 2012 года.
46. 1 2  Sicardy  B.et al. Size, density, albedo and atmosphere limit of dwarf planet Eris from a stellar occultation // // European Planetary Science Congress Abstracts. — 2011. — Vol. 6. Архивировано 11 мая 2020 года.
47. ↑  Астрономы открыли удивительную белизну Эриды. Мембрана. Дата обращения: 28 октября 2011. Архивировано из оригинала 8 октября 2016 года.
48. ↑  Stern, S. A.; Grundy, W.; McKinnon, W. B.; Weaver, H. A.; Young, L. A. The Pluto System After New Horizons (англ.) // Annual Review of Astronomy and Astrophysics[англ.]. — Annual Reviews, 2017. — Vol. 2018. — P. 357—392. — doi:10.1146/annurev-astro-081817-051935. — arXiv:1712.05669.
49. ↑  Nimmo, Francis et al. Mean radius and shape of Pluto and Charon from New Horizons images (англ.) // Icarus : journal. — Elsevier, 2017. — Vol. 287. — P. 12—29. — doi:10.1016/j.icarus.2016.06.027. — Bibcode: 2017Icar..287...12N. — arXiv:1603.00821.
50. ↑  Brown M. E., Schaller E. L. The Mass of Dwarf Planet Eris (англ.) // Science. — 2007. — Vol. 316, no. 5831. — P. 1585. — doi:10.1126/science.1139415.
51. 1 2  Holler B. J., Grundy W. M., Buie M. W., Noll K. S. The Eris/Dysnomia system I: The orbit of Dysnomia Архивная копия от 21 ноября 2020 на Wayback Machine, 29 Sep 2020
52. ↑  IAU Circular No. 8596 (8 сентября 2005). Дата обращения: 22 января 2012. Архивировано из оригинала 4 марта 2016 года.
53. ↑  Carraro G., Maris M., Bertin D., Parisi M. G. Time series photometry of the dwarf planet ERIS (2003 UB313) (англ.) // Astronomy and Astrophysics. — EDP Sciences, 2006. — Vol. 460, no. 2. — P. L39—L42. — doi:10.1051/0004-6361:20066526. Архивировано 30 августа 2017 года.
54. ↑  Roe H. G., Pike R. E., Brown M. E. Tentative Detection of the Rotation of Eris (англ.) // Icarus. — Elsevier, 2008. — Vol. 198, no. 2. — P. 459—464. — doi:10.1016/j.icarus.2008.08.001. Архивировано 31 августа 2017 года.
55. ↑  Russell R. The Poles of the Dwarf Planets (англ.). // Windows to the Universe (9 июня 2009). Дата обращения: 19 февраля 2012. Архивировано 20 мая 2012 года.
56. ↑  Holler, Bryan J.; Grundy, William; Buie, Marc W.; Noll, Keith (October 2018). Breaking the degeneracy of Eris' pole orientation. 50th DPS Meeting. American Astronomical Society. Bibcode:2018DPS....5050903H. 509.03.
57. 1 2  Merlin F. et al. Stratification of methane ice on Eris' surface (англ.) // The Astronomical Journal. — IOP Publishing, 2009. — Vol. 137, no. 1. — P. 315—328. — doi:10.1088/0004-6256/137/1/315.
58. ↑  Gemini Observatory Shows That «10th Planet» Has a Pluto-Like Surface. // Gemini Observatory (2005). Дата обращения: 13 января 2012. Архивировано из оригинала 28 января 2012 года.
59. 1 2  Астрономы увидели следы сезонных штормов на Эриде. // Мембрана. Дата обращения: 9 марта 2012. Архивировано из оригинала 31 марта 2017 года.
60. ↑  Атмосфера Эриды оказалась временной. // Лента.ру (27 октября 2011). Дата обращения: 1 февраля 2012. Архивировано из оригинала 2 февраля 2012 года.
61. ↑  Sicardy B., Ortiz J. L., Assafin M., Jehin E., Maury A., Lellouch E., Gil Hutton R., Braga-Ribas F., Colas F., Hestroffer D., Lecacheux J., Roques F., Santos-Sanz P., Widemann T., Morales N., Duffard R., Thirouin A., Castro-Tirado A. J., Jelínek M., Kubánek P., Sota A., Sánchez-Ramírez R., Andrei A. H., Camargo J. I. B., da Silva Neto D. N. et al. A Pluto-like radius and a high albedo for the dwarf planet Eris from an occultation (англ.) // // Nature. — 27 October 2011.
62. ↑  Kaufman R. Pluto's «Twin» Has Frozen Atmosphere (англ.). // National Geographic News (26 октября 2011). Дата обращения: 1 февраля 2012. Архивировано из оригинала 14 февраля 2012 года.
63. ↑  W.M. Grundy, I. Wong, C.R. Glein, et al. Measurement of D/H and 13C/12C ratios in methane ice on Eris and Makemake: Evidence for internal activity (англ.) // Icarus. — Elsevier, 2024. — Vol. 411. — P. 115923. — doi:10.1016/j.icarus.2023.115923. Архивировано 28 февраля 2024 года.
64. ↑  Christopher R. Glein and William M. Grundy and Jonathan I. Lunine, et al. Moderate D/H ratios in methane ice on Eris and Makemake as evidence of hydrothermal or metamorphic processes in their interiors: Geochemical analysis (англ.) // [[Icarus]]. — Elsevier, 2024. — Vol. 412. — P. 115999. — doi:10.1016/j.icarus.2024.115999. Архивировано 28 февраля 2024 года.
65. ↑  "Ученые думали иначе". Найдены еще две планеты, где возможна жизнь. Дата обращения: 28 февраля 2024. Архивировано 28 февраля 2024 года.
66. ↑  Brown M. E. et al. Satellites of the Largest Kuiper Belt Objects (англ.) // // The Astronomical Journal Letters. — 2006. — Vol. 639, no. 1. — P. L43—L46. — doi:10.1086/501524.
67. ↑  Tytell, David. All Hail Eris and Dysnomia (англ.). Sky & Telescope (14 сентября 2006). Дата обращения: 6 октября 2022. Архивировано из оригинала 19 октября 2006 года.
68. ↑  Уральская В. С. Дисномия. Спутник карликовой планеты (136199) Эриды. // ГАИШ МГУ. Дата обращения: 25 января 2012. Архивировано из оригинала 27 декабря 2014 года.